# David Attoub
David Attoub (Valence, 7 giugno 1981) è un ex rugbista a 15 e allenatore di rugby a 15 francese, che giocava pilone; dal 2018 ricopre il ruolo di tecnico della mischia del Lione in Top 14.

## Biografia
Attoub fece il suo esordio nel massimo campionato francese durante la stagione 2002-03 militando nelle file del Clermont, squadra nella quale giocò per 3 stagioni. 
Successivamente si trasferì nel Castres dove rimase per le annate 2005-06 e 2006-07. A partire dall'estate del 2007, iniziò la sua militanza nello Stade français; durante le sette stagioni passate con la squadra parigina raggiunse due volte la finale di Challenge Cup perdendola in entrambe le occasioni. Nel gennaio 2010 ricevette una squalifica di 70 settimane a causa di un "eye gouging" (dito nell'occhio) a danno dell'irlandese Stephen Ferris durante l'incontro Stade Francais-Ulster del dicembre 2009, valido per la qualificazione alle fasi finali della Heineken Cup 2009/2010. La squalifica si estinse ad aprile 2011. Nella stagione 2014-15 giocò nel Montpellier. 
Dal settembre 2015 milita nel Lione.
A livello internazionale, Attoub fece il suo esordio con la Francia nell'incontro con la Romania del giugno 2006; con la nazionale transalpina ottenne altre 3 presenze, tutte nel 2012: giocò contro il Galles durante il Sei Nazioni e prese parte al tour sudamericano della nazionale francese dove disputò due partite con l'Argentina.